# Trofeu President de la Generalitat

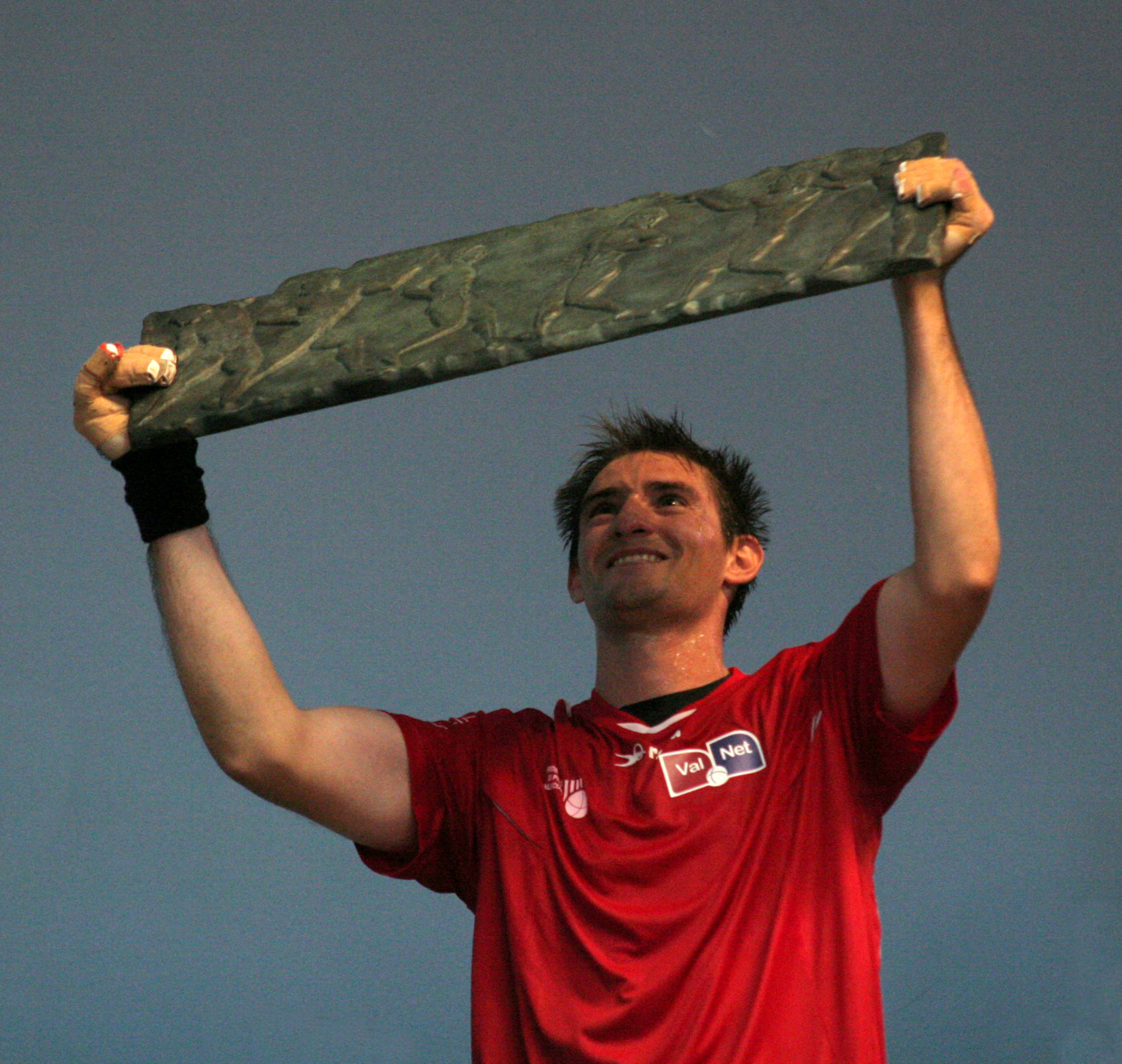
Soro III amb la Feninde gran (2014)

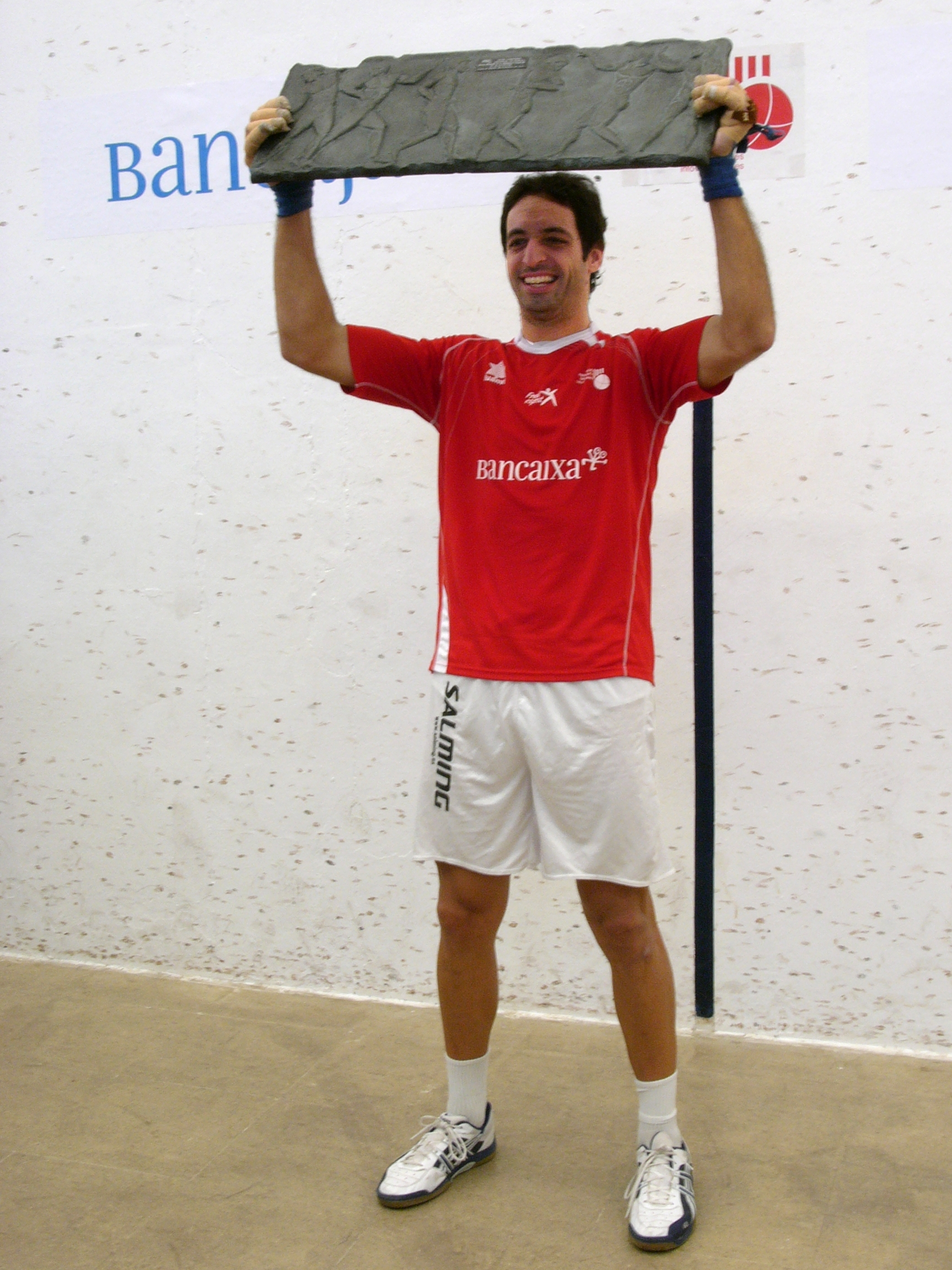
Waldo, campió de raspall (2012)

La Feninde és el trofeu de campió en els Campionats Individuals de pilota valenciana en les dos modalitats professionals, escala i corda i raspall,
raó per la qual és el títol més prestigiós de la temporada.
També rep el nom de «Fris Grec», en ser una reproducció d'un fris de la Grècia Clàssica, que data del Segle VI aC, on apareixen sis pilotaires reproduint diferents postures de colp.
Els set jugadors en guanyar-lo han sigut Genovés, Sarasol, Álvaro i Soro III en Escala i Corda, i Pasqual II i Waldo i Victoria Díez Sanjuán, en raspall.
El campió de l'Individual també rebia una reproducció de l'Escultura de les mans de Manolo Boix, realitzada en 1992 en el marc d'una exposició sobre la Pilota valenciana.
Este trofeu estava patrocinat per Bancaixa.
Al campió de l'Individual se li dona un trofeu amb una reproducció xicoteta del fris, i si el guanya per segona vegada se li fa entrega d'un trofeu un poc més gran. Si el guanya tres vegades consecutives (o cinc alternes) se li dona una reproducció de la Feninde a gran mida.
El nom, feninde, és el d'una antiga modalitat del joc de pilota. No se si sap si el fris formava part del peu d'una estàtua o si formava part de l'antiga muralla d'Atenes.
L'original es troba al Museu d'Àtica, a Atenes.